# فرانكلين ديلانو روزفلت، الابن
فرانكلين ديلانو روزفلت، الابن (بالإنجليزية: Franklin Delano Roosevelt Jr.) (و. 1914 – 1988 م) هو سياسي، ومحام من الولايات المتحدة الأمريكية .

## التعليم
تعلم في جامعة هارفارد.

## جوائز
حصل على جوائز منها ستار سيلفر.

## روابط خارجية
- فرانكلين ديلانو روزفلت، الابن على موقع مونزينجر (الألمانية)
- فرانكلين ديلانو روزفلت، الابن على موقع إن إن دي بي (الإنجليزية)